# Ziridava subrubida
Ziridava subrubida là một loài bướm đêm trong họ Geometridae.